# Društveni status
Društveni status je razina društvene vrijednosti za koju se smatra da osoba posjeduje, a odnosi na određenu razinu poštovanja, časti, kompetencije i poštovanje koje se dodjeljuje pojedincima, grupama i organizacijama u društvu. Status se temelji na općeprihvaćenim uvjerenjima o tome za koga članovi društva misle da ima više ili manje društvene vrijednosti, to jest pojedinac kojeg smatraju boljim ili lošijim od sebe. Status je određen posjedovanjem različitih osobina za koje se kulturno vjeruje da ukazuju na superiornost ili inferiornost (npr. samouvjeren način govora ili rasa). Ljudi koriste statusne hijerarhije za dodjelu vodećih pozicija i drugih oblika moći. Na taj način zajednička kulturna uvjerenja čine da se nejednaka raspodjela resursa i moći čini prirodnom i poštenom, podržavajući sustave društvene stratifikacije (raslojavanja). Čini se da su statusne hijerarhije jednoznačne u ljudskim društvima, pružajući vrijedne prednosti onima koji zauzimaju više mjesto, kao što su bolje zdravlje, društveno odobravanje, resursi, utjecaj i sloboda.

## Definicija
Sociolog Max Weber opisao je tri glavna elementa stratifikacije u društvu: klasu, status i moć. U njegovoj shemi, koja je i dan danas utjecajna, ljudi posjeduju status u smislu časti zato što pripadaju određenim skupinama s odrđenim životnim stilom i privilegijama. Moderni sociolozi i socijalni psiholozi proširili su ovo razumijevanje statusa kako bi se odnosilo na nečiju relativnu razinu poštovanja i časti općenito.
Neki pisci upućuju na društveno vrijednu kategoriju koju pojedinac posjeduje kao „status“ (spol, društveni sloj, etnicitet, posjedovanje kriminalne presude, mentalne bolesti, itd.) Analitičari društvenih mreža upozoravaju da „postoji značajno neslaganje među društvenim znanstvenicima oko definicija društvenog položaja, društvenog statusa i društvene uloge.“ Napominju da, iako znanstvenici razlikuju te pojmove, oni ih mogu definirati na način koji je suprotan definicijama drugog znanstvenika.

## Određenje
Statusna hijerarhija prvenstveno ovisi o posjedovanju i korištenju statusnog simbola. To su tragovi ili karakteristike oko kojih se ljudi slažu da predstavljaju koliko statusa osoba ima i kako bi se te osobe trebalo tretirati. Takvi simboli mogu uključivati posjedovanje poželjnih osobina; biti konvencionalno lijep,  imati prestižnu diplomu. Drugi statusni simboli uključuju bogatstvo i njegovo prikazivanje kroz potrošnju. Status u interakciji licem u lice također se može prenijeti kroz određena ponašanja koja se mogu kontrolirati, poput asertivnog govora, držanja i emocionalnih prikaza. Analitičari društvenih mreža također su pokazali da nečije veze također mogu biti izvor statusa. Nekoliko studija zabilježilo da biti popularan ili demonstrirati dominaciju nad vršnjacima povećava status osobe. Analize privatnih tvrtki također otkrivaju da organizacije mogu steći status ako imaju cijenjene korporativne partnere ili investitore.
Zato što je status uvijek relativan pojam, znači da se osoba može upustiti u mnoge situacije tijekom života gdje ona posjeduje prestižni, jednak ili nizak status ovisno o njegovoj okolini. Na primjer, doktor posjeduje visok status kad je u interakciji s pacijentom, jednak status kada je u društvu svojih kolega doktora, nizak status kad je u društvu svog nadređenog. Osoba također može imati veći status od svih u svojoj organizaciji, ali nizak ili jednak status u odnosu na profesionalce u svojem profesionalnom području. 
Neke perspektive o statusu naglašavaju njegove relativno fiksne i fluidne aspekte. Pripisani statusi su vezani za pojedinca od rođenja, dok je postignut status određen društvenim nagradama  koje pojedinac stječe tijekom života kao rezultat razvijanja svojih mogućnosti i/ili upornosti. Primjeri su kaste, rasa i ljepota. U međuvremenu, postignuti statusi slični su nečijem obrazovanju ili zanimanju: te stvari od osobe zahtijevaju napor i godine ulaganja truda. Izraz glavni status koristi se za opisivanje statusa najvažnijeg za određivanje položaja osobe u danom kontekstu, poput posjedovanja mentalne bolesti.
Međutim, koncept glavnog statusa je kontroverzan. Teorija statusnih karakteristika tvrdi da će članovi radne grupe poslušati onoga za koga vjeruju da će im najviše pomoći u rješavanju problema. Nečiji vanjski status u društvu (npr. rasa, spol) određuje utjecaj u malim grupama, ali također i sposobnost i znanje osobe da odradi zadatak (npr. znati popraviti auto).  To upućuje da bi posjedovanje određene sposobnosti ublažilo učinak vanjskog statusa, što upućuje na to da određena karakteristika vanjskog statusa nije glavni status. Program istraživanja otkriva da su karakteristike za koje se pretpostavlja da su glavni statusi (npr. mentalna bolest) zapravo oslabljene poznatim sposobnostima. Štoviše, status utječe na samopouzdanje članova grupe samo kada karakteristike razlikuju članove grupe (tj. grupe su mješovite rase ili mješovitog spola). Iako za skupine u nepovoljnom položaju statusna nepovoljnost nije u potpunosti negirana cijenjenim karakteristikama, njihov društveni status ne ovisi pretežno o pripadnosti bilo kojoj grupi. Kao takvo, istraživanje statusnih karakteristika tek treba identificirati društvenu karakteristiku koja djeluje poput robusnog međusituacijskog glavnog satusa.

## Upotreba statusa
Iako nečiji status uvijek ne odgovara zasluzi ili stvarnoj sposobnosti, on dopušta članovima grupe da koordiniraju svoje djelovanje i brzo se dogovore koga od njih treba poslušati. Kada stvarna mogućnost odgovara statusu, tada hijerarhija statusa može biti od velike koristi. Omogućuje pojavu vođa koji postavljaju informirane presedane i utječu na manje upućene članove grupe, dopuštajući grupama da koriste zajedničke informacije svoje grupe za donošenje ispravnijih odluka. Ovo može biti od posebne pomoći u novim situacijama u kojima članovi grupe moraju odrediti tko je najbolje osposobljen za izvršenje zadatka.
Osim toga, grupe odaju više poštovanja i uvažavanja članovima koji im pomažu u uspjehu. Ovo potiče grupe da motiviraju članove da pridonose zajedničkom dobru nudeći poštovanje i uvažavanje kao neku vrstu naknade za pruženu pomoć svima u grupi da uspiju. Na primjer, ljudima za koje se priznaje da su postigli velike podvige za svoje društvo ponekad se dodjeljuje orden narodnog heroja.
Status također održava društvenu nejednakost. Budući da se status temelji na uvjerenjima o društvenoj vrijednosti i poštovanju, sociolozi tvrde da se može činiti sasvim prirodnim da ljudi višeg statusa imaju više materijalnih resursa i moći. Status čini da se čini da je rang ili položaj neke osobe u društvu rezultat njihove relativne zasluge. Na primjer, ako društvo smatra da su beskućnici nedostojni poštovanja ili dostojanstva, tada članovi tog društva ne ocjenjuju njihove loše materijalne uvjete kao nepravedne.

## U raznim društvima
Formalne ili neformalne, statusne hijerarhije prisutne su u svim društvima. U društvu, relativna čast i ugled koji se dodjeljuju pojedincima ovise o tome koliko se za pojedinca smatra da odgovara vrijednostima i idealima društva (npr. bogat u kapitalističkom društvu). Status često dolazi s pripadajućim pravima, dužnostima i načinom života.
U modernim društvima, zanimanje se obično smatra glavnom odrednicom statusa, ali i drugo članstvo ili pripadnost (kao što su etnicitet, religija, spol, zajednica, hobi) mogu imati utjecaj. Status, kada su ljudi smješteni u stratifikacijsku strukturu na temelju njihovih individualnih zasluga ili postignuća poput obrazovanja ili obuke, smatra se odrazom modernih razvijenih društava. Samim time postignuti status upućuje da je socijalna pokretljivost u društvu moguća, za razliku od kastinskih sustava gdje pojedinac ne može promijeniti svoj pripisani status. 
U predmodernim društvima statusna je diferencijacija uvelike varirala. U nekim slučajevima može biti prilično ukočena, kao što je slučaj s indijskim kastinskim sustavom. U drugim slučajevima, status postoji bez klase i/ili neformalno, kao što je slučaj s nekim društvima lovaca-sakupljača kao što je Khoisan, i nekim autohtonim australskim društvima, afričkim plemenima. U tim je slučajevima status ograničen na određene osobne odnose.
Status održava i stabilizira društvenu stratifikaciju. Puka nejednakost u resursima i privilegijama doživljava se kao nepravedna i stoga potiče odmazdu i otpor onih nižeg statusa, ali ako se neki pojedinci smatraju boljim od drugih (tj. imaju viši status), tada se čini prirodnim i pravednim da ljudi visokog statusa  dobivaju više resursa i privilegija. Povijesno gledano, Max Weber razlikovao je status od društvene klase, iako neki suvremeni empirijski sociolozi kombiniraju te dvije ideje kako bi stvorili socioekonomski status, koji se obično očituje kao jednostavan indeks prihoda, obrazovanja i prestiža zanimanja.

## U životinja
Hijerarhije društvenog statusa dokumentirane su kod velikog broja životinja: majmuni,  pavijani, vukovi, krave/bikovi, kokoši, ribe i mravi. Prirodna selekcija potiče ponašanje kojim se životinje bore za bolji status unutar svoje skupine jer imaju više preživjelih potomaka kada posjeduju visok status u svojoj društvenoj skupini. Takva ponašanja variraju jer su ona prilagodbe širokom rasponu okolišnih niša. Neka ponašanja društvene dominacije imaju tendenciju povećanja reproduktivnih mogućnosti, dok druga imaju tendenciju povećanja stope preživljavanja potomaka pojedinca. Neurokemikalije, osobito serotonin, potiču društveno dominirajuće ponašanje bez potrebe da organizam ima apstraktne konceptualizacije statusa kao sredstva za postizanje cilja. Hijerarhija društvene dominacije proizlazi iz individualnih ponašanja usmjerenih na preživljavanje.

## Nedosljednost statusa
Statusna nedosljednost je situacija u kojoj društveni položaj nekog pojedinca ima pozitivan i negativan utjecaj na njegov/njezin društveni status. Na primjer, učitelj može imati pozitivnu društvenu sliku (poštovanje, prestiž) što povećava njegov status, ali može zarađivati malo novca, što mu smanjuje status. Nekad su istraživači mislili da bi nedosljednost statusa bila izvor stresa, iako su se dokazi za ovu hipotezu pokazali nedosljednima, ostavljajući neke da zaključe da bi proturječna očekivanja kroz zauzimanje neželjenih uloga mogla biti pravi stresor.

## Društvena stratifikacija/raslojavanje
Status je jedna od glavnih komponenti društvene stratifikacije, način na koji su ljudi hijerarhijski smješteni u društvu. Članovi grupe sa sličnim statusom komuniciraju uglavnom unutar vlastite grupe i u manjoj mjeri s onima višeg ili nižeg statusa. Iako su odrednice statusa specifične za različite kulture, neke od uobičajenih osnova za stratifikaciju temeljenu na statusu uključuju:  
- imućnost/prihod
- Spol
- Rasu/Etnicitet
- Društvenu klasu
- zanimanje
- Popularnost (sociometrijski status) Društveni status često je povezan s odjećom i stvarima. Slika: ruralni Čile, 19. stoljeće.

## Tri dimenzije raslojavanja Maxa Webera
Max Weber tvrdio je da se stratifikacija temelji na tri čimbenika: vlasništvu, statusu i moći. Tvrdio je da je društvena stratifikacija rezultat interakcije bogatstva, dakle klase, razine prestiža i moći. 
Imovina se odnosi na materijalnu imovinu nekog pojedinca. Ako pojedinac ima kontrolu nad imovinom, tada on ima moć nad drugima i može koristiti imovinu za vlastitu korist.
Status se odnosi na relativnu razinu poštovanja i društvene časti osobe. Weber je bio posebno zainteresiran za skupine koje imaju različite kulturne dispozicije i privilegije, a čiji se članovi uglavnom međusobno druže.
Moć je sposobnost da pojedinac radi ono što želi bez obzira na to što drugi žele ili misle da je ispravno.

### Statusna skupina
Max Weber razvio je ideju "statusne skupine". Statusne skupine su zajednice koje imaju zajedničke ideje o životnom stilu i časti koju ta skupina ističe. Statusne skupine postoje u kontekstu uvjerenja o relativnom prestižu, privilegiji i časti. Ljudi u određene statusne skupine trebaju se družiti samo s ljudima sličnog statusa, a posebno se obeshrabruju odnosi izvn grupe. Statusne skupine mogu uključivati profesije, etničku pripadnost, rasu i bilo koju drugu društveno skupinu.